# Лука Відмар
Лука Відмар (словен. Luka Vidmar; нар. 17 травня 1986, Любляна) — словенський хокеїст, що грав на позиції захисника. Грав за збірну команду Словенії.

## Ігрова кар'єра
Хокейну кар'єру розпочав на батьківщині 2002 року виступами за команду «Олімпія» (Любляна).
Тривалий час виступав в Північній Америці за місцеві команди, зокрема за «Чикаго Стіл», «Лас-Вегас Ренглерс», «Колорадо Іглс», «Саут Кароліна Стінгрейс» та «Рочестер Американс».
24 липня 2014 року Лука повернувся до Європи, де уклав однорічний контракт з чеським клубом «Млада-Болеслав».
В наступних три сезони він відіграв за по року за клуби «Стьєрнен», «Фредеріксгавн Вайт Гокс» та «Фегервар АВ19».
У сезоні 2018–19 Відмар повернувся до рідного клубу «Олімпія» (Любляна). Сезон 2019–20 провів у двох командах, спочатку в італійському «Больцано», в другу половину в данському «Сеннер'юску».
Завершив ігрову кар'єру, виступами за команду «Олімпія» (Любляна).
Був гравцем молодіжної збірної Словенії, у складі якої брав участь у 16 іграх. Виступав за дорослу збірну Словенії, на головних турнірах світового хокею провів 33 гри в її складі.

## Нагороди та досягнення
- Чемпіон Словенії в складі «Олімпія» (Любляна) — 2003, 2004, 2019.

## Статистика

### Клубні виступи
| Сезон          | Клуб                      | Ліга           | Регулярний сезон | Регулярний сезон | Регулярний сезон | Регулярний сезон | Регулярний сезон | Плей-оф | Плей-оф | Плей-оф | Плей-оф | Плей-оф |
| Сезон          | Клуб                      | Ліга           | І                | Г                | П                | О                | ШХ               | І       | Г       | П       | О       | ШХ      |
| -------------- | ------------------------- | -------------- | ---------------- | ---------------- | ---------------- | ---------------- | ---------------- | ------- | ------- | ------- | ------- | ------- |
| 2002–03        | «Олімпія» (Любляна)       | Словенія U20   | 13               | 3                | 6                | 9                | 8                | 5       | 1       | 1       | 2       | 2       |
| 2002–03        | «Олімпія» (Любляна)       | Словенія       | 15               | 0                | 1                | 1                | 6                | —       | —       | —       | —       | —       |
| 2003–04        | «Олімпія» (Любляна)       | Словенія U20   | 18               | 6                | 9                | 15               | 12               | 5       | 0       | 1       | 1       | 0       |
| 2003–04        | «Олімпія» (Любляна)       | Словенія       | 16               | 6                | 4                | 10               | 8                | —       | —       | —       | —       | —       |
| 2004–05        | «Олімпія» (Любляна)       | Словенія U20   | 18               | 11               | 16               | 27               | 30               | 4       | 4       | 3       | 7       | 2       |
| 2004–05        | «Олімпія» (Любляна)       | Словенія       | 21               | 8                | 6                | 14               | 12               | —       | —       | —       | —       | —       |
| 2005–06        | «Чикаго Стіл»             | ХЛСШ           | 47               | 3                | 6                | 9                | 24               | —       | —       | —       | —       | —       |
| 2006–07        | «Чикаго Стіл»             | ХЛСШ           | 57               | 6                | 22               | 28               | 74               | 5       | 0       | 4       | 4       | 14      |
| 2007–08        | Університет Аляски        | НКАА           | 30               | 1                | 5                | 6                | 37               | —       | —       | —       | —       | —       |
| 2008–09        | Університет Аляски        | НКАА           | 30               | 1                | 4                | 5                | 32               | —       | —       | —       | —       | —       |
| 2009–10        | Університет Аляски        | НКАА           | 20               | 2                | 10               | 12               | 30               | —       | —       | —       | —       | —       |
| 2010–11        | Університет Аляски        | НКАА           | 34               | 2                | 8                | 10               | 38               | —       | —       | —       | —       | —       |
| 2011–12        | «Лас-Вегас Ренглерс»      | ХЛСУ           | 3                | 0                | 0                | 0                | 0                | —       | —       | —       | —       | —       |
| 2011–12        | «Колорадо Іглс»           | ХЛСУ           | 58               | 3                | 18               | 21               | 56               | 3       | 0       | 1       | 1       | 0       |
| 2012–13        | «Саут Кароліна Стінгрейс» | ХЛСУ           | 62               | 6                | 21               | 27               | 22               | 1       | 0       | 0       | 0       | 0       |
| 2013–14        | «Саут Кароліна Стінгрейс» | ХЛСУ           | 57               | 2                | 12               | 14               | 28               | 3       | 1       | 0       | 1       | 2       |
| 2013–14        | «Рочестер Американс»      | АХЛ            | 6                | 0                | 0                | 0                | 6                | —       | —       | —       | —       | —       |
| 2014–15        | «Млада-Болеслав»          | ЧЕ             | 30               | 0                | 2                | 2                | 26               | 3       | 0       | 0       | 0       | 4       |
| 2015–16        | «Стьєрнен»                | ГЕТ            | 18               | 4                | 15               | 19               | 20               | 6       | 2       | 3       | 5       | 6       |
| 2016–17        | «Фредеріксгавн Вайт Гокс» | Данія          | 45               | 4                | 21               | 25               | 20               | 15      | 1       | 9       | 10      | 6       |
| 2017–18        | «Фегервар АВ19»           | Австрія        | 46               | 2                | 15               | 17               | 22               | —       | —       | —       | —       | —       |
| 2018–19        | «Олімпія» (Любляна)       | АльпХЛ         | 5                | 0                | 5                | 5                | 6                | 16      | 3       | 9       | 12      | 10      |
| 2018–19        | «Олімпія» (Любляна)       | Словенія       | 1                | 0                | 1                | 1                | 0                | 2       | 0       | 0       | 0       | 2       |
| 2019–20        | «Больцано»                | Австрія        | 11               | 0                | 1                | 1                | 6                | —       | —       | —       | —       | —       |
| 2019–20        | «Сеннер'юск»              | Данія          | 11               | 0                | 1                | 1                | 2                | —       | —       | —       | —       | —       |
| 2020–21        | «Олімпія» (Любляна)       | АльпХЛ         | 11               | 1                | 4                | 5                | 2                | 11      | 1       | 5       | 6       | 4       |
| 2020–21        | «Олімпія» (Любляна)       | Словенія       | —                | —                | —                | —                | —                | 5       | 0       | 0       | 0       | 6       |
| Словенія разом | Словенія разом            | Словенія разом | 53               | 14               | 12               | 26               | 26               | 7       | 0       | 0       | 0       | 8       |
| ХЛСУ разом     | ХЛСУ разом                | ХЛСУ разом     | 180              | 11               | 51               | 62               | 106              | 7       | 1       | 1       | 2       | 2       |

### Збірна
| Рік                | Команда            | Турнір             | Місце              | І  | Г | П | О  | ШХ |
| ------------------ | ------------------ | ------------------ | ------------------ | -- | - | - | -- | -- |
| 2003               | Словенія           | ЮЧС18 D1           | 13-е               | 5  | 2 | 2 | 4  | 2  |
| 2004               | Словенія           | ЮЧС18 D1           | 12-е               | 1  | 0 | 0 | 0  | 0  |
| 2005               | Словенія           | МЧС D1             | 14-е               | 5  | 2 | 4 | 6  | 2  |
| 2006               | Словенія           | МЧС D1             | 15-е               | 5  | 2 | 2 | 4  | 4  |
| 2010               | Словенія           | ЧС D1              | 18-е               | 3  | 0 | 0 | 0  | 2  |
| 2015               | Словенія           | ЧС                 | 16-е               | 7  | 0 | 0 | 0  | 2  |
| 2016               | Словенія           | ЧС D1A             | 17-е               | 5  | 0 | 0 | 0  | 0  |
| 2016               | Словенія           | Квал. ЗОІ          | Квал.              | 3  | 0 | 0 | 0  | 0  |
| 2017               | Словенія           | ЧС                 | 15-е               | 7  | 0 | 1 | 1  | 4  |
| 2018               | Словенія           | ОІ                 | 9-е                | 4  | 0 | 1 | 1  | 4  |
| 2018               | Словенія           | ЧС D1A             | 5-е                | 4  | 0 | 2 | 2  | 2  |
| Молодіжна збірна   | Молодіжна збірна   | Молодіжна збірна   | Молодіжна збірна   | 16 | 6 | 8 | 14 | 8  |
| Національна збірна | Національна збірна | Національна збірна | Національна збірна | 33 | 0 | 4 | 4  | 14 |